# Velòdrom de Ca n'Andria
El Velòdrom de Ca n'Andria (o Can Andria), també conegut com a Voltadora de Santa Maria, és una instal·lació dedicada al ciclisme en pista a l'aire lliure de Santa Maria del Camí (Mallorca, Illes Balears, Espanya), construïda entre 1935 i 1936. Avui dia es troba en estat d'abandonament.
Ca n'Andria és tècnicament una voltadora, és a dir, un tipus de pista ciclista més senzill en què el peralt de les corbes no superen els 20 o 25 graus d'inclinació (els velòdroms convencionals poden arribar als 40-45 graus) i que permet el seu ús per a bicicletes de carretera (amb frens, canvi de marxa, etc.) a més de les de competició.

## Història
Devers 1935 els terrenys de cultiu de Ca n'Andria varen ser adquirits per una cooperativa de treballadors per a la construcció d'un velòdrom i un camp de futbol. L'ajuntament va subvencionar part de l'import de la seva compra, tot i que no va ser suficient per sufragar l'import íntegre. En esclatar la Guerra Civil el 1936 la pista ciclista ja estava acabada, tot i que encara no s'havia pagat l'import total dels terrenys ni consta que fos inaugurada. En qualsevol cas, les autoritats franquistes varen confiscar els terrenys, que van passar a les mans de Educación y Descanso.
Durant aquests anys la pista tot just va estar activa i només es varen organitzar algunes proves amb regularitat entre 1947 i 1951.
A principis dels anys 70 se'n va fer càrrec de la seva gestió un club ciclista local, la Unió Ciclista Santa Maria, i la Federació Balear de Ciclisme va finançar la seva rehabilitació. Va ser reinaugurada oficialment el 6 juny de 1971 amb la disputa d'una prova del Torneig Intervelòdroms de l'equip local, la Penya Gelabert-Henninger. Aquesta etapa va ser la de major esplendor de Ca n'Andria, ja que es varen celebrar un parell de campionats de Balears el 1972 i fins i tot va ser seu del Campionat d'Espanya d'Americana l'any 1973. A partir de llavors va tornar a caure en desús.
A mitjans dels anys 80 va viure un altre moment dolç amb la disputa de noves proves amb regularitat, i fins i tot es va inaugurar la il·luminació artificial el 1986. Al seu torn, mitjançant la llei de devolució de béns confiscats pel franquisme, la pista va passar a mans del sindicat UGT i després al PSOE local, fins al dia d'avui. Des de fa anys l'ajuntament estudia la seva adquisició, però mai s'ha arribat a dur a terme.
El 1991 Ca n'Andria va acollir proves ciclistes per última vegada. Des de llavors la instal·lació va entrar en un procés de degradació irreversible i actualment es troba totalment en ruïnes.

## Esdeveniments

### Competicions estatals
- Campionat d'Espanya d'americana: 1973[2]

### Competicions regionals
- Campionat de Balears de velocitat: 1972
- Campionat de Balears de velomotors: 1972